# Kanzel (Haardt)
Die Kanzel bei Sankt Martin im rheinland-pfälzischen Landkreis Südliche Weinstraße ist ein 531,7 m ü. NHN hoher Vorgipfel der Kalmit im zum Pfälzerwald gehörenden Gebirgszug Haardt.

## Geographie

### Lage
Die Kanzel liegt im Biosphärenreservat Pfälzerwald-Vosges du Nord und im Naturpark Pfälzerwald. Ihr Gipfel erhebt sich 2,0 km nördlich von Sankt Martin und 3,2 km nordwestlich (jeweils Luftlinie) von Maikammer, auf deren Gemarkung sie im Wesentlichen liegt. Über den Nordhang verläuft die Gemarkungsgrenze zu Neustadt an der Weinstraße. Wie die Stotz (603,2 m), der Wetterkreuzberg (400,7 m), der Taubenkopf (603,8 m), der Hüttenberg (620,1 m) und der Breitenberg (545,2 m) gehört die Kanzel zu den Vorbergen und -gipfeln des Kalmitmassivs (672,6 m). Die Entfernung zum Hauptgipfel Kalmit beträgt 630 m in westnordwestlicher Richtung. Der Berg wird im Süden durch das Tal des Alsterweiler Baches und im Nordosten durch das Klausental begrenzt.

### Naturräumliche Zuordnung
Die Kanzel gehört zum Naturraum Pfälzerwald, der in der Systematik des von Emil Meynen und Josef Schmithüsen herausgegebenen Handbuches der naturräumlichen Gliederung Deutschlands und seinen Nachfolgepublikationen als Großregion 3. Ordnung klassifiziert wird. Betrachtet man die Binnengliederung des Naturraums, so gehört er zum Mittleren Pfälzerwald und hier zum Gebirgszug der Haardt, welche den Pfälzerwald zur Oberrheinischen Tiefebene hin abgrenzt.
Zusammenfassend folgt die naturräumliche Zuordnung der Kanzel damit folgender Systematik:
1. Großregion 1. Ordnung: Schichtstufenland beiderseits des Oberrheingrabens
2. Großregion 2. Ordnung: Pfälzisch-Saarländisches Schichtstufenland
3. Großregion 3. Ordnung: Pfälzerwald
4. Region 4. Ordnung (Haupteinheit): Mittlerer Pfälzerwald
5. Region 5. Ordnung: Haardt

## Verkehr und Wandern
Am Südhang des Berges steigt die vom Maikammerer Ortsteil Alsterweiler und um den Wetterkreuzberg führende Kalmithöhenstraße (Landesstraße 515) in Richtung Kalmitgipfel auf. Um den Berg verlaufen markierte Wanderwege des Pfälzerwaldvereins. Ausgehend vom Wetterkreuzberg verläuft aufsteigend über den langen Bergrücken ein schmaler, wenig begangener und nicht markierter Wanderpfad zum Gipfel auf und dann weiter über einen zugewachsenen, ehemaligen Forstweg in Richtung Taubenkopf. Der Berg ist vollständig bewaldet. Im unteren Bereich besteht ein Mischwald aus Edelkastanien, Traubeneichen und Kiefern, der mit zunehmender Höhe in einen lichten Kiefernwald übergeht, der eine ausgedehnte Besenheidevegetation am Boden ermöglicht.